# NTA Softball Field
NTA Softball Field – to wielofunkcyjny stadion w Majuro na Wyspach Marshalla. Jest obecnie używany głównie dla meczów softballu i baseballu oraz rzadko do meczów piłkarskich, tak jak na wyspie nie prowadzono rozgrywek ligowych.